# Gelu Vlașin
Gelu Vlașin, (Telciu, 30 de agosto de 1966) es un poeta rumano, considerado ser el fundador del corriente literario Deprimism en la poesía rumana, el creador de la plataforma literaria Rețeaua literară| La Red literaria Archivado el 4 de mayo de 2017 en Wayback Machine.

## Biografía
Nacido en la localidad de Telciu de la provincia de Bistrița Năsăud (Rumania) en 30 de agosto de 1966, casado con Cristina Vlașin (artista de jazz), tiene dos hijos, Darius Andrei Vlașin (n.2009) y David Mihai Vlașin (n.2012). Debut literario en la revista România literară 16/1999 con una presentación de Nicolae Manolescu; debut editorial en 1999 cu el libro de poesía Tratat la Psihiatrie, publicado en la Editorial Vinea, Bucurest, con una presentación firmada por el crítico literario, el académico Nicolae Manolescu y con otra  presentación del crítico literario, el profesor universitario Paul Cernat; el libro ha sido galardonado de Asociación de Escritores de Bucurest  en la sección debut 1999 y ha sido nominado a los Galardones de la  Unión de Escritores de Rumanía , 1999.

## Reconocimiento oficial, premios

### Premios literarios
Ha obtenido importantes premios nacionales e internacionales: Diploma del Encuentro Internacional de Poesía Ubeda 2016, Diploma del Encuentro Internacional Guillena / Sevilla 2015, Diploma Voix Vives, Toledo 2015, Diploma de la Semana Complutense de las Letras, 2014, Diploma Foro Intercultural - Madrid, 2012; Diploma Foro Intercultural - Madrid, 2013; Premio Tertulia Cerro Almodóvar - Madrid 2004, Premio Puertas Abiertas - Madrid , 2002, Premio de la Unión de Escritores de Rumania - Colocviile Coșbuc - 2000, Premio para debut de la Asociación de Escritores de Bucarest  - 1999, Premio del Festival Internacional Sighet - 2000, Gran Premio Ion Vinea - 1999, Premio Cristian Popescu - 1999, Premio de los Salones Liviu Rebreanu - 1999.

### Condecoraciones
En el mes de enero de 2012 por el decreto 28 de 16/01/2012, el presidente de Rumanía, a la propuesta del Ministro de la Cultura, otorga el Orden del Mérito Cultural en Grado de Caballero Archivado el 4 de marzo de 2016 en Wayback Machine. categoría A Literatura en modo de apreciación por el talento y la dedicación mostrada en toda su carrera literaria, por la promoción de la cultura rumana en el mundo y por su implicación por estrechar los lazos entre los rumanos de todo el mundo
En el mes de agosto de 2012 recibe el título de Ciudadano de Honor otorgado por el Alcalde de Telciu (Bistrița - Năsăud): Gelu Vlașin es una personalidad que honro el nombre de nuestro pueblo y lo promovió tanto en el país como en el extranjero

## Colaboraciones con las revistas literarias
Publicó poesía, ensayo y crítica literaria en la mayoría de las revistas literarias de Rumanía así como en las revistas de EE. UU., Canadá, España, Alemania, Francia, Italia, Rusia, Marrueco, Argentina, México, Australia, Hungría y Israel.

## Libros publicados
- Tratat la psihiatrie - Ed. Vinea, Bucuresti - 1999 (Rumania)
- Atac de panică - Ed. Noesis, Bucarest - 2000 (Rumania)
- Poemul Turn - Colección "Biblioteca București" - Asociația Scriitorilor din București , 2001 (Rumania)
- Atac de panică - Editura Muzeul Literaturii Române, Bucuresti - 2002 (Rumania)
- Poemul Turn - Ed. Liternet, București - 2003 (Rumania)
- Soigné à l'hospital psychiatrique - Ed. Equivalences - 2003 (Francia)
- Ultima suflare - Editura Muzeul Literaturii Române, Bucuresti / A.S.B. & Editura Azero - 2005 (Rumania)
- Tratat de psihiatrie - Ed. Liternet, București - 2006 (Rumania)
- Don Quijote Rătăcitorul Archivado el 7 de agosto de 2009 en Wayback Machine. - Ed. Eikon, Cluj - 2009 (Rumania)
- Omul decor Archivado el 5 de octubre de 2011 en Wayback Machine. - Ed. Brumar, Timișoara, 2009 (Rumania)
- Ayla - Ed. Cartea Românească, București, 2011 (Rumania)
- In der psychiatrie behandelt - Ed. Pop Verlag, 2012 (Alemania)
- Douăzecișișapte Archivado el 7 de enero de 2014 en Wayback Machine. - Ed. Tracus Arte, București, 2013 (Rumania)
- Tratat la psihiatrie Archivado el 17 de septiembre de 2014 en Wayback Machine. - ediția II-a - Ed. Karth & Herg Benet - 2014 (Rumania)
- Tratado de psiquiatría - Amargord Ediciones - 2014 (España)
- Traité à la psychiatrie -  Ed. Claire de Plume - 2015 (Francia)
- Treatise on psychiatry -  Ed. Contemporary Literature Press - 2015 (Rumania / Inglaterra)
- El último aliento - Huerga & Fierro Editores - 2017 (España)

### Incluido en antologías y diccionarios
- Antología Noesis, Ed. Societatea Culturala Noesis, 2000 (Rumania)
- Rumano en el mundo - Ed Fundatia Culturala Ideea Europeana, 2004 (Rumania / España)
- Revue d'art et de littérature, musique - Ed. Le chasseur abstrait, 2005 (Francia)
- Cuadernos del Ateneo - Ed. Ateneo de la Laguna, 2005 (España)
- Aula de Poesía - Ed. Auna, 2005 (Barcelona / España)
- Hangok Fája - Ed. Eikon, 2006 (Hungría)
- L'arbre a sons - Ed. Eikon, 2007 (Francia)
- Antología de Poesía Rumana - Ed. Enfocarte, 2007 (España)
- Antología de Poesía Rumana - Ed. Poéticas, 2007 (Argentina)
- Un albero di suoni - Ed. Eikon, 2008 (Italia)
- Ein Baum Voller Klange - Ed. Eikon, 2008 (Alemania)
- Un árbol de sonidos - Ed. Eikon, 2009 (España)
- Scriitori români la frontiera mileniului III” - Dumitru Munteanu, Ed. George Coșbuc, 2009 (Rumania)
- Poetas Siglo XXI - Ed. Fernando Sabido Sánchez, 2009 (España)
- Al borde de la palabra - Ed. Arinfo, 2010 (Argentina)
- Iubirea e pe 14 februarie - Ed. Vinea, 2010 (Rumania)
- 1500 scriitori romani clasici si contemporani - Boris Craciun si Daniela Craciun Costin, Ed. Portile Orientului, 2010 (Rumania)
- Mai am un singur Doors - Ed. Blumenthal, 2011 (Rumania)
- Antología literaria Mi Umbral - Ed. Bibliotecaria, 2011 (España)
- Dictionarul scriitorilor români de azi - Boris Craciun si Daniela Craciun Costin, Ed. Portile Orientului, 2011 (Rumania)
- Tranzbordare '13 - Casa de Editura Max Blecher, 2013 (Rumania)
- III Encuentro Internacional de Poesía, Ubeda , 2015 (España)
- Voix Vives. Antología Toledo 2015 (España)
- Antología Poética ”I Encuentro Nacional de Poetas En un lugar de la Mancha”, 2016 (España)
- Romanian/Australian Anthology of poetry and prose, 'POUNDING THE PAVEMENT', 2016 (Australia)
- A Kétezres Nemzedék — kortárs román költészet, 2017 (Hungría)
- 2017 Anthology of the best Literature from 40 Countries - Ed. Committee for the Best World Literature / PEN Internacional, 2017 (Corea del Sur)

### Incluido en las antologías críticas
- Textualism, postmodernism, apocaliptic - Octavian Soviany, Ed. Pontica, 2001
- Bucuresti Far West. Secvente de literatura româna - Daniel Cristea Enache, Ed. Albatros, 2005
- Pomul cu litere - Menut Maximinian, Ed. Karuna, 2011
- EgoBestiar - Igor Ursenco, Ed. Herg Benet, 2011
- Cinci decenii de experimentalism - Octavian Soviany, Ed. Casa de Pariuri Literare, 2011
- Gelu Vlasin / Deprimismul.ro - Emil Lungeanu, Ed. Betta, 2015
- Vitraliul si fereastra. Poeti romani contemporani - Irina Petras, 2015
- Rețeaua. Poezia românească a anilor 2000 - Grațiela Benga, Ed. Univ. de Vest, Timișoara, 2016

### Incluido en libros de entrevistas
- Metafora de Urgență - Amalia Stănescu, Ed. Zona Literară, 2014

### Traducciones
- Soigné à l'hôpital psychiatrique - Ed. Equivaleces, 2003 (francés)
- In der Psychiatrie behandelt - Ed. Pop Verlag, 2012 (alemán)
- Tratado de psiquiatría - Amargord Ediciones - 2014 (español)
- Traité à la psychiatrie -  Ed. Claire de Plume - 2015 (francés)
- Treatise on psychiatry -  Ed. Contemporary Literature Press - 2015 (inglés)
- El último aliento - Huerga & Fierro Editores - 2017 (español)

## Actividades profesionales
- Miembro de la Asociación Colegial de Escritores de España / ACE - Asociación Colegial de Escritores de España  (2018)
- Miembro de la Unión Nacional de Escritores de España / UNEE - Unión Nacional de Escritores de España  (2017)
- Miembro del Movimiento Poetas del Mundo / MPM (2010)
- Miembro de PEN Internacional - Filial de Rumania - PEN CLUB - (2013)
- Miembro de la Unión de Escritores de Rumanía /  USR - Uniunea Scriitorilor din România (2000)
- Miembro en el Consejo Nacional de la Unión de Escritores de Rumanía / USR - Uniunea Scriitorilor din România (2009 - 2013)
- Miembro el la Asociación de Escritores de Bucarest / ASB - Asociația Scriitorilor din București (2000)
- Miembro en la Junta Directiva de la Asociación de Escritores de Bucarest / ASB  (2009 - 2013)
- Fundador y Presidente de la Asociación de Escritores y Artistas Rumanos de España / ASARS (2014 - 2015)
- Presidente de la Asociación Diálogo Europeo - Madrid (2007-2010)
- Prim-Vicepresidente de la Federación de Asociaciones de Rumanos en España FEDROM  (2008-2014)
- Presidente de la Asociación Cultural DIVERBIUM- Madrid (2014)
- Fundador de la plataforma en línea La Red Literaria - Rețeaua literară
- Fundador del Club de los rumanos de todo el mundo - România din Diaspora
- Coordinador del proyecto Caravana de la Cultura Rumana en España – Rumanía en Diáspora (2013)
- Coordinador del proyecto Diverbium – Diálogos Interculturales Itinerantes (2014) -
- Fundador del grupo Rumanía + ROMÂNIA +
- Presidente de la Asociación de Escritores y Artistas Rumanos de España / ASARS (2014)